# دین هالند
دین هالند (انگلیسی: Dean Holland) کارگردان تلویزیونی، تهیه‌کننده تلویزیونی، و تدوین‌گر اهل ایالات متحده آمریکا است.